# Ihi

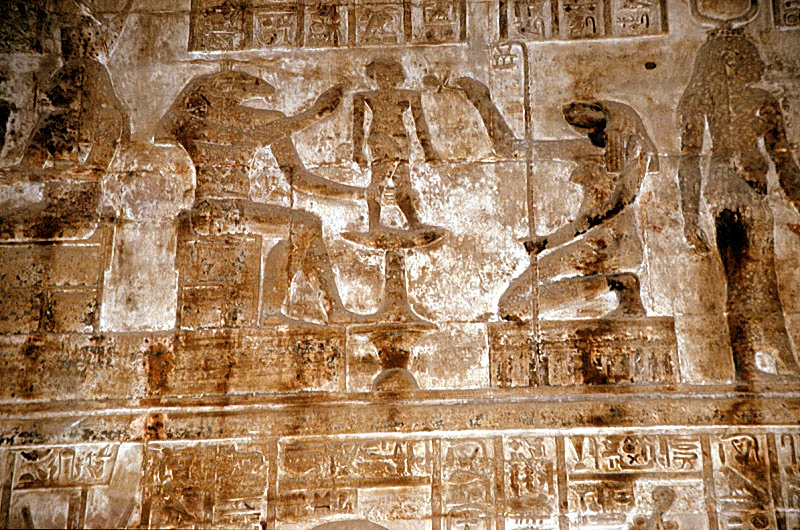
Quenúbis acompanhado de Heket moldam Ihi num Mammisi, no Egito

Ihi (em egípcio Hr-smi-tiwy-pi-hrd, Herusmatauy citado pelos gregos como Harsomtus), também conhecido como Ihy, Ahi, Ahy Ehi ou Ehy, na mitologia egípcia, representava a harmonia musical - o "filho" - resultante da união entre Hórus (Heru) e Hator (Het-Heru). Era considerado uma divindade da música e protetor dos músicos. A representação de Ihi costumava estar presente tanto no templo de Hórus, em Edfu, quanto no de Hator, em Dendera.
Era retratado na forma de um jovem rapaz, com um cacho de cabelo pendendo de sua cabeça e segurando um sistro - instrumento utilizado primordialmente (embora não exclusivamente) no culto a Hator. Ihi seria uma personificação do júbilo que emanaria deste instrumento sagrado.
Seu nome raramente é mencionado fora dos limites do templo de Dendera, onde seu nascimento foi retratado; entre os poucos exemplos em que é citado por escrito estão os feitiços nos "Textos do Caixão" do Livro dos Mortos, onde é chamado de "senhor do pão... encarregado da cerveja", numa possível referência às celebrações ocorridas em Dendera, nas quais o acólito devia atingir um estado de intoxicação para se comunicar com Hator.
Também é identificado com Harpócrates (Heru-p-Khart ou Hor-Pa-Khred).

## Epíteto
O nome também é usado como um epíteto para se referir ao próprio Hórus, significando "aquele que bate com o sistro".